# 栄養学部
栄養学部（えいようがくぶ、英称：School of Nutrition or Faculty of Nutrition）とは、栄養学の教育研究を目的に設置される学部。家政学系統を改組したものも多くみられる。

## 栄養学部を設置する大学例
- 女子栄養大学（1961年度～）
- 神戸学院大学（1966年度～）
- 甲子園大学（1967年度～）
- 関東学院大学（2015年度～）
- 千里金蘭大学（2023年度～）

## 栄養学部と類似する学部名称
公立
- 静岡県立大学 食品栄養科学部 栄養学科
- 高知県立大学 健康栄養学部 健康栄養学科
- 山口県立大学 看護栄養学部 栄養学科
- 長崎県立大学 看護栄養学部 栄養健康学科（県立長崎シーボルト大学看護栄養学部）

私立
- 天使大学 看護栄養学部 栄養学科
- 盛岡大学 栄養科学部 栄養科学科
- 文教大学 健康栄養学部（旧文教大学女子短期大学部）
- 十文字学園女子大学 人間生活学部 食物栄養学科
- 聖徳大学 人間栄養学部
- 淑徳大学 看護栄養学部
- 東京聖栄大学 健康栄養学部（聖徳栄養短期大学を改組）
- 相模女子大学 栄養科学部 健康栄養学科 及び 管理栄養学科
- 山梨学院大学 健康栄養学部（山梨学院短期大学専攻科食物栄養専攻を改組）
- 名古屋学芸大学 管理栄養学部
- 修文大学 健康栄養学部
- 甲南女子大学 医療栄養学部
- 武庫川女子大学 食物栄養科学部
- 比治山大学 健康栄養学部
- 九州栄養福祉大学 食物栄養学部
- 西九州大学 健康栄養学部 健康栄養学科
- 別府大学 食物栄養科学部（旧・食物栄養学部）
- 南九州大学 健康栄養学部
- 鹿児島純心女子大学 看護栄養学部

## 栄養学部と類似する学群名称
- 尚絅学院大学 健康栄養学群 健康栄養学類

## 栄養学を専攻する他の学部名称
- お茶の水女子大学 生活科学部 食物栄養学科
- 徳島大学 医学部 医科栄養学科
- 神奈川県立保健福祉大学 保健福祉学部 栄養学科
- 名寄市立大学 保健福祉学部 栄養学科
- 仙台白百合女子大学 人間学部 健康栄養学科
- 和洋女子大学 家政学群 健康栄養学類 健康栄養学専修
- 東京農業大学 応用生命科学部 栄養科学科
- 名古屋文理大学 健康生活学部 健康栄養学科
- 東洋大学 食環境科学部 健康栄養学科
- 鎌倉女子大学 家政学部 管理栄養学科
- 鈴鹿医療科学大学 保健衛生学部 医療栄養学科 管理栄養コース
- 愛知学院大学 心身科学部 健康栄養学科
- 岐阜女子大学 家政学部 健康栄養学科
- 大阪青山大学 健康科学部 健康栄養学科
- 近畿大学 農学部 食品栄養学科
- 帝塚山学院大学 食環境学部 管理栄養学科
- 四国大学 生活科学部 管理栄養士養成課程
- 徳島文理大学 人間生活学部 食物栄養学科
- 広島女学院大学 人間生活学部 管理栄養学科
- 神奈川工科大学 応用バイオ科学部　栄養生命科学科

## 栄養学を専攻する短期大学例
- 島根県立大学短期大学部 健康栄養学科
- 旭川大学短期大学部 生活学科 食物栄養専攻
- 釧路短期大学 生活科学科 食物栄養専攻
- 青森中央短期大学 食物栄養学科
- 修紅短期大学 食物栄養学科
- 共立女子短期大学 生活科学科 食・健康コース
- 新渡戸文化短期大学 生活学科 食物栄養専攻
- 山梨学院短期大学 食物栄養科
- 東海大学短期大学部[静岡] 食物栄養学科
- 日本大学短期大学部[三島校舎] 食物栄養学科
- 名古屋文理大学短期大学部 食物栄養学科 （栄養士専攻）
- 鈴鹿短期大学 食物栄養学専攻　栄養教諭・栄養士コース
- 東大阪大学短期大学部 健康栄養学科
- 和歌山信愛女子短期大学 生活文化学科 食物栄養専攻
- 高知学園短期大学 生活科学学科
- 鳥取短期大学 生活学科 食物栄養専攻
- 下関短期大学 栄養健康学科
- 香川短期大学 生活科学科 食物栄養専攻
- 松山東雲短期大学 生活科学科 食物栄養専攻
- 香蘭女子短期大学 食物栄養学科
- 精華女子短期大学 生活科学科 食物栄養専攻
- 佐賀女子短期大学 生活福祉学科 食物栄養専攻
- 長崎女子短期大学 生活創造学科 栄養士コース
- 別府溝部学園短期大学 食物栄養学科
- 鹿児島女子短期大学 生活学科 食物栄養学専攻

## 栄養学部を置く外国大学例
- ハーバード 公衆衛生大学 栄養学部
- オタゴ大学 栄養学部
- 北華大学 栄養学部
- ナイロビ大学 食品栄養学部